# União do Povo Navarro
A União do Povo Navarro (em castelhano: Unión del Pueblo Navarro, UPN) é um partido político regionalista e conservador de centro-direita da Comunidade Foral (autónoma) de Navarra, Espanha.
A UPN é um forte opositor ao nacionalismo basco, defendendo a cultura e identidade regional de Navarra dentro da Espanha. O partido funcionou como a secção regional navarra do PP entre 1991 a 2008, mas, apesar disto a UPN o partido mantém relações estreitas com os populares.

## Resultados eleitorais

### Eleições nacionais

#### Resultados referentes à Navarra
| Data | CI. | Votos   | %            | +/-  | Deputados | +/-     | Status   |
| ---- | --- | ------- | ------------ | ---- | --------- | ------- | -------- |
| 1979 | 3.º | 28 248  | 11,2 / 100,0 |      | 1 / 5     |         | Oposição |
| 1982 | 2.º | 76 255  | 25,6 / 100,0 | 14,4 | 2 / 5     | 1       | Oposição |
| 1986 | 2.º | 80 922  | 29,6 / 100,0 | 4,0  | 2 / 5     | Estável | Oposição |
| 1989 | 1.º | 92 216  | 33,2 / 100,0 | 3,6  | 3 / 5     | 1       | Oposição |
| 1993 | 1.º | 112 228 | 36,1 / 100,0 | 2,9  | 3 / 5     | Estável | Oposição |
| 1996 | 1.º | 120 335 | 37,1 / 100,0 | 1,0  | 2 / 5     | 1       | Governo  |
| 2000 | 1.º | 150 995 | 49,9 / 100,0 | 12,8 | 3 / 5     | 1       | Governo  |
| 2004 | 1.º | 127 653 | 37,6 / 100,0 | 12,3 | 2 / 5     | 1       | Oposição |
| 2008 | 1.º | 133 059 | 39,2 / 100,0 | 1,6  | 2 / 5     | Estável | Oposição |
| 2011 | 1.º | 126 516 | 38,2 / 100,0 | 1,0  | 2 / 5     | Estável | Oposição |
| 2015 | 1.º | 102 244 | 28,9 / 100,0 | 9,3  | 2 / 5     | Estável | Governo  |
| 2016 | 1.º | 106 976 | 31,9 / 100,0 | 3,0  | 2 / 5     | Estável | Governo  |

### Eleições regionais de Navarra
| Data | CI. | Votos   | %            | +/-  | Deputados | +/-     | Status   |
| ---- | --- | ------- | ------------ | ---- | --------- | ------- | -------- |
| 1979 | 3.º | 40 764  | 16,0 / 100,0 |      | 13 / 70   |         | Oposição |
| 1983 | 2.º | 62 072  | 23,3 / 100,0 | 7,3  | 13 / 50   | Estável | Oposição |
| 1987 | 2.º | 69 419  | 24,5 / 100,0 | 1,7  | 14 / 50   | 1       | Oposição |
| 1991 | 1.º | 96 005  | 35,0 / 100,0 | 10,5 | 20 / 50   | 6       | Governo  |
| 1995 | 1.º | 93 163  | 31,4 / 100,0 | 3,6  | 17 / 50   | 3       | Oposição |
| 1999 | 1.º | 125 497 | 41,4 / 100,0 | 10,0 | 22 / 50   | 5       | Governo  |
| 2003 | 1.º | 127 460 | 41,5 / 100,0 | 0,1  | 23 / 50   | 1       | Governo  |
| 2007 | 1.º | 139 132 | 42,2 / 100,0 | 0,7  | 22 / 50   | 1       | Governo  |
| 2011 | 1.º | 111 474 | 34,5 / 100,0 | 7,7  | 19 / 50   | 3       | Governo  |
| 2015 | 1.º | 92 705  | 27,4 / 100,0 | 7,1  | 15 / 50   | 4       | Oposição |